# Puchar Polski w piłce siatkowej kobiet (1995/1996)
Puchar Polski w piłce siatkowej kobiet 1995/1996 – 39. sezon rozgrywek o siatkarski Puchar Polski, rozgrywany od 1932 roku.

## Klasyfikacja końcowa
| Miejsce | Drużyna                |
| ------- | ---------------------- |
| 1.      | Augusto Kalisz         |
| 2.      | Chemik Police          |
| 3.      | BKS Stal Bielsko-Biała |
| 4.      | Gedania Gdańsk         |